# Mr. Sardonicus
Pour plus de détails, voir Fiche technique et Distribution.
Mr. Sardonicus est un  film d'horreur américain, réalisé et produit par William Castle et sorti en 1961.

## Synopsis
En 1880, dans le pays fictif d'Europe centrale de Gorslava, l'éminent médecin londonien Sir Robert Cargrave rend visite au mystérieux baron Sardonicus à la demande urgente de l'ancien amour de Cargrave, Maude, aujourd'hui épouse du baron. Sir Robert devient inquiet lorsque ses questions sur Sardonicus sont accueillies avec peur. Lorsque Sir Robert arrive au château de Sardonicus, ses craintes sont rapidement justifiées, il voit le serviteur de Sardonicus, Krull, torturer un autre des serviteurs du baron avec des sangsues. 
Maude a peur de ce qui pourrait arriver si Sir Robert refuse les demandes de Sardonicus. Même Krull n'est pas à l'abri de la cruauté du baron, pour preuve son œil manquant, perdu à cause de la colère de Sardonicus. Ce dernier raconte son histoire à Sir Robert. Il est né Marek Toleslawski, un agriculteur comme son père. Marek et sa femme Elenka ont vécu une vie humble avec son père, mais Elenka et Henryk en voulaient plus. Henryk a acheté un billet pour la loterie nationale mais est décédé avant le tirage. Après son enterrement, Marek et Elenka ont découvert que le billet était gagnant mais avait été enterré avec le défunt. Elenka a alors insisté pour que Marek récupère le ticket en profanant la tombe pour lui prouver son amour. En ouvrant la tombe, Marek a été traumatisé par la vue du crâne souriant de son père qui était figé dans un sourire horrible. À partir de ce jour, son propre visage fut déformé, le laissant incapable de parler intelligemment. Elenka, terrifiée par son horrible transformation, s'est suicidée et le prix de la loterie a permis à Marek de s'acheter un titre et un château sans avoir personne avec qui le partager. Plus tard, il se renomma Sardonicus et engagea des experts de la parole pour lui réapprendre à parler correctement. Au cours des années, il mena des expériences sur de jeunes femmes pour trouver un remède à son état, mais sans succès. Il apprit ensuite de sa nouvelle épouse, Maude, que Sir Robert était un grand médecin spécialisé dans la paralysie, et il avait espéré que Sir Robert pourrait restaurer son visage.
Sir Robert accepte d'essayer, mais échoue. Sardonicus demande qu'il essaie des traitements plus expérimentaux, comme le Botox. Lorsque Sir Robert refuse, Sardonicus menace de mutiler le visage de Maude pour qu'il corresponde au sien. Sir Robert fait venir une plante mortelle d'Amérique du Sud et l'utilise pour expérimenter sur les chiens. Sardonicus pour faire peur à Sir Robert lui expose le cercueil ouvert d'Henryk. Le médecin injecte plus tard à Sardonicus un extrait de plante, puis recréera le traumatisme qui a causé la maladie de Sardonicus. L'opération est un succès et son visage est restauré. Sir Robert lui conseille de ne pas parler tant que ses muscles faciaux n'ont pas eu le temps de s'adapter. Le baron écrit une note à Maude pour la libérer de leur mariage, et une autre à Sir Robert pour lui demander ses honoraires. Sir Robert refuse toute taxe et Sardonicus les laisse partir.
Alors qu'ils se préparent à partir en train, Krull les implore de revenir. Sardonicus a de nouveau perdu le pouvoir de la parole, et il ne peut pas ouvrir la mâchoire ou les lèvres. Sir Robert dit à Krull que l'injection n'était que de l'eau et que l'extrait de plante aurait été mortel même à petite dose. C'était un placebo et il lui révèle que l'affliction de Sardonicus n'était que psychosomatique. Une fois que Sardonicus s'en rendra compte, il sera complètement restauré.
Krull retourne alors au château et dit au baron qu'il vient de manquer le train de Sir Robert. Krull s'assoit ensuite à table pour manger son somptueux dîner devant le baron Sardonicus qui est condamné à mourir de faim.

## Fiche technique
- Titre : Mr. Sardonicus
- Titre original : Mr. Sardonicus
- Réalisation : William Castle
- Scénario : Ray Russell (en), d'après son propre livre
- Musique : Von Dexter
- Directeur de la photographie : Burnett Guffey
- Montage : Edwin H. Bryant
- Direction artistique : Cary Odell
- Décors : James Crowe
- Maquillage : Ben Lane
- Costumes : Jack Angel, Pat Barto
- Production : William Castle
- Pays d'origine :  États-Unis
- Genre : Film d'horreur
- Durée : 89 minutes
- Date de sortie :
  -  États-Unis : 8 octobre 1961
  -  Danemark : 12 février 1962
  -  Allemagne de l'Ouest : 29 juin 1962
  -  Autriche : juillet 1962
  -  Mexique : 24 août 1962

## Distribution
- Oskar Homolka : Krull
- Ronald Lewis (en) : Sir Robert Cargrave
- Audrey Dalton : Maude Sardonicus
- Guy Rolfe : Baron Sardonicus
- Vladimir Sokoloff : Henryk Toleslawski
- Erika Peters : Elenka
- Lorna Hanson : Anna
- William Castle : lui-même (non crédité)

## Récompenses et distinctions

### Nominations
- Saturn Award 2010 :
  - Saturn Award de la meilleure collection DVD (au sein du coffret The William Castle Collection)